# Wigéric de Bidgau
Pour les articles homonymes, voir Trèves et Wigéric.
Wigéric (dans des sources diplomatiques souvent appelé Wideric ou Wéderic), mort un 19 janvier entre 916 et 919, fut le premier comte palatin de Lotharingie de 915 jusqu'à sa mort. Il est l'ancêtre de la maison d'Ardenne (« Wigéricides »).

## Biographie
Wigéric apparaît en écrit dans une charte délivrée par le roi Zwentibold de Lotharingie en 899 à Trèves ; c'est là que l'on désigne par l'expression comes venerabilis. Il est cité en 902 et 909 étant comte de Bidgau (pagus Bedensis). Dans un acte du 19 septembre 902, Louis IV l'Enfant, roi de Germanie, confirme ses droits comtaux dans la ville de Trèves. Il était aussi avoué de l'abbaye de Saint-Rombaut à Malines, ainsi que sa propre fondation, le monastère de Hastière.
Après la mort de Louis IV l'Enfant en 911, les nobles de Lotharingie rejettent la suzeraineté de son successeur Conrad Ier pour se rallier à Charles III le Simple, roi des Francs (Francie occidentale). Wigéric accueillit également favorablement Charles le Simple, lorsque le pouvoir militaire semble être entre les mains du comte Régnier Ier de Hainaut. Après la mort de Régnier en 915, Wigéric, alors nommé comte palatin par Charles au palais de Herstal, assume la puissance territoriale en Lotharingie.
Godefroid de Juliers, beau-fils du roi Charles III, lui a succèdé. Après que Charles le Simple est déposé en 922, la Lotharingie a été conquise par les forces de la Francie orientale (« royaume de Germanie ») sous le règne de Henri Ier.

## Mariage et descendance
Il épouse Cunégonde (v.888 - mort après 923), la fille d'Ermentrude (et peut-être de Régnier Ier de Hainaut), et petite-fille de Louis II le Bègue, roi des Francs. Leurs enfants connus sont :
- Frédéric Ier (~ 910/915 - mort en 978)[3], comte de Bar, puis duc de Haute-Lotharingie ;
- Adalbéron Ier (mort en 962), évêque de Metz ;
- Gilbert (mort en 964), comte en Ardenne ;
- Sigebert, cité dans une charte datée de 943 ;
- Gozlin, comte de Bidgau (Gozelon, Gothelon), (mort en 942/943), comte de Bidgau et de Methingau, marié à Oda (Uda) de Metz, fille de Gérard Ier de Metz et d'Oda de Saxe. Ils ont :
  - Régnier de Bastogne, père de l'évêque  Adalbéron de Laon,
  - Godefroy le Captif, comte de Verdun,
  - Adalbéron, archevêque de Reims (mort en 989) ;
- Sigefroy, comte de Luxembourg ;
- Liutgarde, épousa d'abord Adalbert, comte de Metz et vers 930 Eberhard IV de Nordgau.

## Sources diplomatiques
- Première attestation comme comte Widiacus dans une charte datée du 23 janvier 899 du roi Zwentibold de Lotharingie.
- Le comte Wigericus, avec des droits comtaux dans la ville de Trèves (Trier), dans un diplôme daté du 19 septembre 902 de Louis IV l'Enfant.
- Identification avec Widricus, comte du Bidgau[4].
- Diplôme de Charles le Simple (entre 911-915) par laquelle le comte Windricus et son fils Adalbéron, évêque de Metz, reçoivent les fiefs et l'avouerie sur l'abbaye de Saint-Rumolde à Malines et le monastère d'Hastière. Les marquis Robert de France et Régnier Ier de Hainaut donnent leur consentement[5].
- Première attestation comme comte palatin Widricus: diplôme de Charles le Simple[6].

## Littérature
- Van Droogenbroeck, F. J., 'Paltsgraaf Wigerik van Lotharingen, inspiratiebron voor de legendarische graaf Witger in de Vita Gudilae', Eigen Schoon en De Brabander 93 (2010) 113-136.